# Municipio de Poplar Point (condado de Martin, Carolina del Norte)
Poplar Point Township es un municipio del condado de Martin, Carolina del Norte, Estados Unidos. Según el censo de 2020, tiene una población de 456 habitantes.
Es una subdivisión exclusivamente geográfica, por cuanto el estado de Carolina del Norte no utiliza la herramienta de los townships como gobiernos municipales.

## Geografía
Está ubicado en las coordenadas 35°52′46″N 77°9′58″O / 35.87944, -77.16611 (35.879445, -77.166163).